# Aurelius Elpidephorus
Aurelius Elpidephorus (sein Praenomen ist nicht bekannt) war ein im 3. Jahrhundert n. Chr. lebender Angehöriger des römischen Ritterstandes (Eques).
Durch zwei Militärdiplome ist belegt, dass Elpidephorus im Jahr 221 Präfekt der in Ravenna stationierten römischen Flotte (classis praetoria Antoniniana Ravennas) war. Aus einer Inschrift geht hervor, dass er Prokurator in der Provinz Achaea war.